# PARALLEL LIVES
PARALLEL LIVES(パラレル ライブス)は、Nothing's Carved In Stoneのファーストアルバム。

## 概要
2009年5月6日にリリースされた。全13曲がメンバー全員の作詞・作曲である。プロモーションビデオでは「Isolation」「November 15th」の2曲が制作されている。
2009年5月第3週のオリコンチャートにて邦楽ランキングで第11位を記録した。

## 収録曲
1. Isolation
  - Nothing's Carved In Stoneとして、初めて出来た曲。
2. Silent Shades
3. Same Circle
4. November 15th
5. Hand In Hand
  - このアルバムのリリース前に、セッションという形でMySpaceで一部分だけ公開された。
6. Moving In Slow-Motion
7. Diachronic
8. Thermograffiti
9. New Day
10. Words That Bind Us
11. Sleepless Youth
12. Tribal Session
  - インストゥルメンタル。次の曲とつながっている。
13. End
  - インストゥルメンタル。